# 海恩斯 (阿肯色州)
海恩斯（英語：Haynes）是一個位於美國阿肯色州李縣的城鎮。

## 地理
海恩斯的座標為34°53′24″N 90°47′36″W / 34.89000°N 90.79333°W，而該地的平均海拔高度為67米（即220英尺）。

## 人口
根據2020年美國人口普查的數據，海恩斯的面積為0.90平方千米，皆為陸地。當地共有人口122人，而人口密度為每平方千米135人。